# Rhytiphora fasciata
Rhytiphora fasciata là một loài bọ cánh cứng trong họ Cerambycidae.